# Bakonydraco galaczi
A Bakonydraco galaczi (bakonyi sárkány) repülő ősgyík, a Pterosauria rend Bakonydraco nemének egyetlen ismert faja, amely a késő kréta kor santoni emeletében élt, és amelynek maradványai Iharkút közelében, a Bakonyban kerültek elő 2000-ben. A faj Galácz Andrásról kapta a nevét.
Az MTM Gyn/3 jelű maradvány egy csaknem teljes, 29 centiméter hosszú alsó állkapocs és néhány egyéb csont.
A kifejlett példányok szárnyfesztávolságát 3,5-4 méterre becsülik. Az állkapocs a Tapejara nembe tartozó pteroszauruszok állkapcsára hasonlít és azt mutatja, hogy a Bakonydraco másképpen táplálkozhatott mint a Azhdarchidae családba tartozó többi pterosauria. Valószínűleg halakon vagy gyümölcsökön élt. A Bakonydraco felfedezése megerősíti, hogy a felső kréta korban, ahogy máshol is, a mai Magyarország területén is az Azhdarchidae családba tartozó pterosauriák voltak uralkodóak.